# Estêvão I da Ibéria
Estêvão I (em georgiano: სტეფანოზ; romaniz.: Step'anoz I; 627) foi um príncipe da Ibéria da dinastia guarâmida de 590 a 627. Foi morto durante uma batalha contra um exército bizantino invasor.

## História

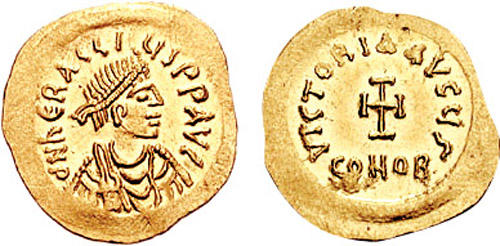
Tremisse do imperador Heráclio r.

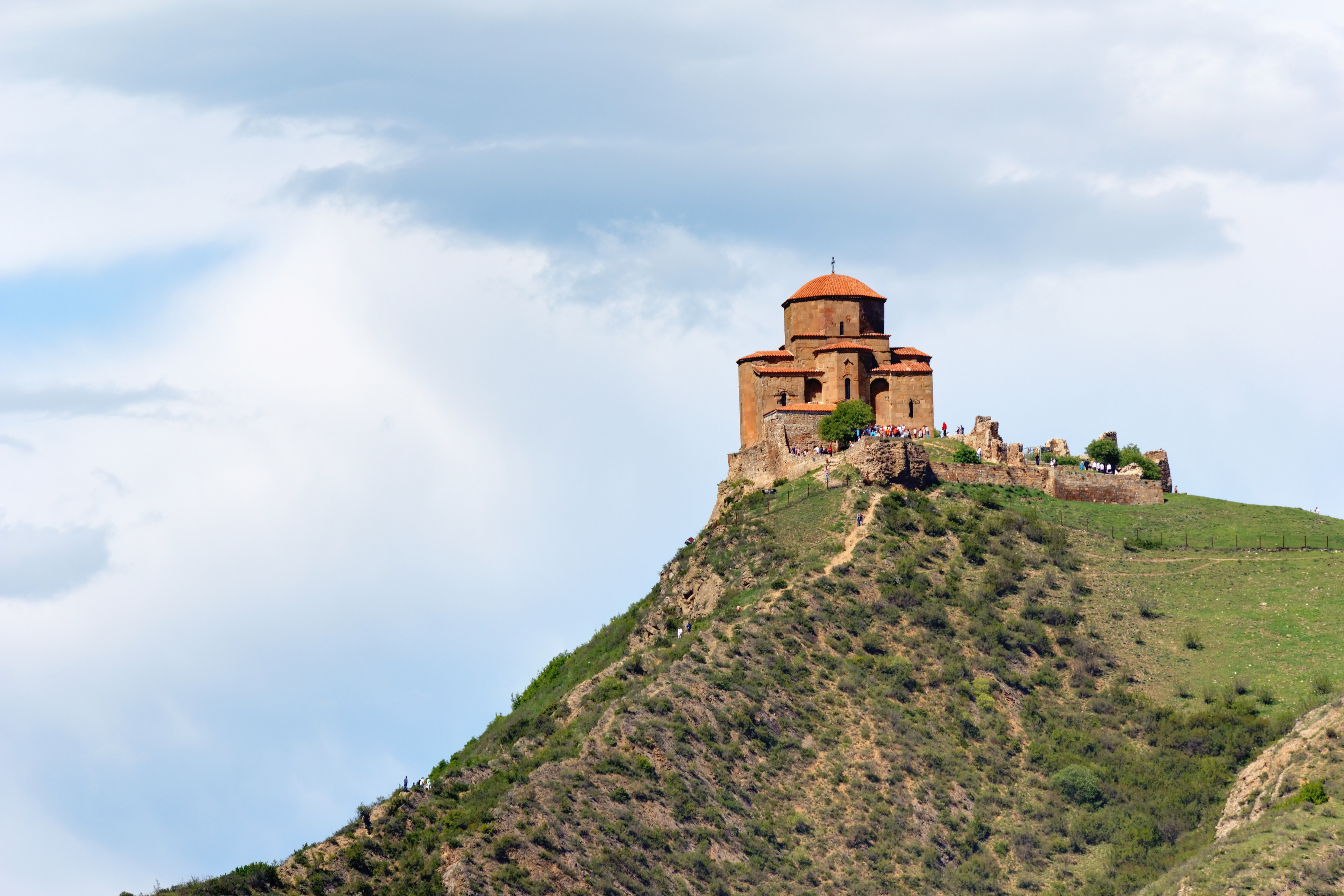
Igreja da Vera Cruz

Segundo a crônica georgiana, Estêvão foi um bagrátida, filho de Gurgenes I, o curopalata que reinou por 19 anos como mthawar des éristhaws da Geórgia, de 600 a 619. Cyril Toumanoff e outros estudiosos modernos rejeitam essa relação e consideram-o membro da dinastia guarâmida, um ramo mais jovem da antiga dinastia real do Ibéria, que governou o Principado de Colarzena-Javaquécia.
Seu pai, Gurgenes I, foi qualificado hegêmono em 572/575, recebendo em 588 o título de "príncipe primaz da Ibéria" e curopalata pelo Império Bizantino após a abolição, em 580, da monarquia ibérica pelo Império Sassânida. Ca. 590, Estêvão assumiu a sucessão e seu pai como o príncipe de Colarzena-Javaquécia e príncipe primaz da Ibéria. Estêvão inverteu as políticas pró-bizantinas de seu pai para pró-iranianas e, por lealdade a seus suseranos sassânidas, conseguiu reunir a Ibéria sob seu domínio. Ele fez Tiblíssi sua capital e defendeu-a com uma força georgiano-iraniana quando o imperador bizantino Heráclio (r. 610–641), em aliança com os cazares, atacou a Ibéria em 626 (ver guerra bizantino-sassânida de 602-628). Estêvão foi morto por Ziebel, o líder dos cazares, e seu crânio foi mandado para Heráclio. Seu ofício foi dado a Adanarses I, seu parente da dinastia cosroida.
Seu reinado coincidiu com outro ponto crucial na história local. Quando Estêvão mudou da posição pró-bizantina à cooperação com os iranianos, suas simpatias religiosas deslocaram-se em direção ao anti-calcedonianismo, levando a sua adoção oficial pelo católico da Ibéria em 598 ou 599. Por 608, contudo, a Igreja Ortodoxa Georgiana retornou para uma posição calcedônia, o que levou a Igreja irmã da Armênia a quebrar comunhão com a Igreja georgiana e excomungar o católico Cirião I. Contudo, por volta da campanha de Heráclio houve uma vitória final da fé calcedônia na Ibéria.
Estêvão foi o primeiro entre os governantes iberos que escreveu no anverso dos dracmas "ibero-sassânidas" cunhados por ele as iniciais de seu nome, simetricamente colocadas na borda em letras estilizadas georgianas. No reverso de suas moedas, em vez da chama sagrada (Atar), o principal emblema do zoroastrismo, ele colocou a Cruz - símbolo da vitória do cristianismo. Isto foi um ato político significativo apontando que Estêvão não tinha uma mera iranofilia, mas sim seus esforços para restabelecer a autonomia política da Geórgia Oriental e fortalecer a Igreja cristã.
A placa de pedra exterior da Igreja da Vera Cruz em Misqueta, na Geórgia, menciona os principais construtores desta igreja: Estêvão, o patrício, Demétrio, o hípato, e Adanarses, o hípato que tinham sido igualados pelos estudiosos georgianos com Estêvão I, filho de Gurgenes I, Demétrio, irmão de Estêvão I, e Adanarses I. Porém, a opinião expressa pelo professor Cyril Toumanoff não abona esse ponto de vista, identificando-os com Estêvão II, Demétrio (irmão de Estêvão I), e Adanarses II (filho de Estêvão II), nessa ordem.